# Stadion Evžena Rošichého
Stadion Evžena Rošického é um estádio de futebol, situado em Praga, República Checa.
Foi o estádio do clube da mesma cidade, o Slavia Praga que joga na primeira divisão da República Checa. No ano de 2008 foi inaugurado um novo estádio. Está localizado ao lado de outro estádio, o Strahov Stadium que é o segundo maior do mundo.